# Waco
Waco je město v americkém státu Texas, hlavní město okresu McLennan County. V roce 2005 mělo 120 465 obyvatel, s aglomerací 226 189 obyvatel. Rozkládá se na ploše asi 247 km².
Waco bylo založeno v 30. letech 19. století a v současnosti je to 26. největší texaské město.
Protéká jím řeka Brazos.
Wacu slouží letiště TSTC Waco Airport, kde občas přistává i prezidentský Air Force One. Vyrábí se zde limonáda Dr Pepper, která zde má i své muzeum.
Z vysokých škol ve Waco sídlí Baylor University, McLennan Community College nebo Texas State Technical College.

## Osobnosti mesta
- Charles Wright Mills (1916–1962), sociolog
- George H. Gay (1917–1994), vojenský pilot
- Tom Wilson (1931–1978), hudební producent
- Robert Wilson (* 1941), avantgardní divadelní režisér a dramatik
- Terrence Malick (* 1943), filmový režisér, scenárista a producent
- Steve Martin (* 1945), herec, komik, hudebník a skladatel
- Bill Payne (* 1949), rockový klávesista a zpěvák
- Roy Hargrove (1969–2018), jazzový trumpetista
- Shannon Elizabeth (* 1973), herečka
- Jennifer Love Hewittová (* 1979), herečka a zpěvačka
- Jessica Simpson (* 1980), zpěvačka a herečka
- Ashlee Simpson (* 1984), zpěvačka a herečka
- Jerrell  Freeman (* 1986), hráč amerického fotbalu